# Velvet Volume
Velvet Volume er en dansk rockgruppe bestående af de tre søstre Noa, Naomi og Nataja Lachmi fra Aarhus. Gruppen blev officielt dannet i 2013 og blev for alvor kendt efter nogle tv-optrædener i 2015, og i 2017 udkom gruppens første album, Look Look Look!.

## Baggrund
De tre søstre, tvillingerne Noa og Naomi samt lillesøsteren Nataja, spillede tidligt musik, både hjemme og på deres skole N. Kochs Skole i Aarhus. De fandt efterhånden frem til deres nuværende instrumenter og en genre inspireret af blandt andre Jimi Hendrix, Lenny Kravitz og The Runaways, og de optrådte til forskellige arrangementer på skolen.

## Karriere
I 2013 besluttede trioen sig for at satse på musikken. Under navnet "Velvet Volume" indspillede de en demo, som efterfølgende blev sendt ud til koncertarrangører over hele landet. Det gav gevinst - de fik engagement på den lokale Grim Fest. I 2014 spillede gruppen som opvarmningsband til en række koncerter med Blue Van, inden den i efteråret 2015 fik sit store gennembrud efter endnu en optræden på Grim Fest samt spilletid på landsdækkende tv til henholdsvis uddeling af Kronprinsparrets Priser, Gaffas prisuddelingsshow og "P6 Beat rocker Koncerthuset". I 2015 udsendte gruppen også sin første dobbeltsingle med numrene "Runnin' Wild" og "I Think I Need You".
I begyndelsen af 2016 udkom den anden dobbeltsingle med numrene "Honey" og "Here Comes the Man", som gruppen fik gennemspillet på landets efterskoler, efter de blev udvalgt af Dansk Rocksamråd (ROSA) til at spille på deres efterskoleturné. Desuden spillede gruppen i Pumpehuset i København, inden den optrådte på NorthSide. Få dage efter denne optræden blev de to ældste søstre studenter. Senere fulgte blandt andet Jelling Musikfestival og Smukfest,
I 2017 begyndte de at indspille debutalbummet, der udkom i oktober med titlen Look Look Look!. Året havde budt på flere engagementer, blandt andet tre koncerter på Reeperbahn Festival i Hamburg. Efter udgivelsen af Look Look Look! tog Velvet Volume på danmarksturné.
I maj 2020 udkom gruppens andet album med titlen "Ego's Need", og mindre end to år senere - februar 2022 - udgav trioen sit tredje album, "Nest".

## Diskografi

### Studiealbum
- Look Look Look! (2017)
- Ego's Need (2020)
- Nest (2022)

## Medlemmer
- Noa Lachmi (født 1997) - guitar og sang
- Naomi Lachmi (født 1997) - bas og sang
- Nataja Lachmi (født 1999) - trommer